# Cyclocorus
Cyclocorus är ett släkte av ormar som ingår i familjen snokar.
Arterna är med en längd upp till 75 cm små ormar. De förekommer i Filippinerna. Habitatet kan variera och individerna hittas ofta under förmultnande träd. Dessa ormar jagar troligen andra ormar som är mindre. Fortplantningssättet är okänd.
Arter enligt Catalogue of Life och The Reptile Database:
- Cyclocorus lineatus
- Cyclocorus nuchalis

The Reptile Database listar släktet i den omstridda familjen Cyclocoridae.